# Beneficium
Beneficium (lat. dobrodiní, prospěch) může znamenat jednak výsadu či privilegium udělené určité osobě nebo skupině osob, anebo zdroj příjmu, obvykle spojený s povinností zastávat nějaký úřad.

## Římské právo
V římském právu se objevovalo například v dědictví, kde šlo o tzv. beneficium abstinendi, právo odmítnout předlužené dědictví. Odmítnutí však muselo být úplné. Později zavedl císař Justinián I. beneficium inventarii, díky kterému dědic předluženého dědictví získal alespoň čtvrtinu pozůstalosti a za dluhy ručil jen jednotlivými předměty z tohoto dědictví nabytými, a to tehdy, pokud do tří měsíců pořídil úřední soupis celé pozůstalosti.
Dalšími byly např.:
- beneficium divisionis umožňovalo reálné rozdělení dluhu mezi více osob, které zavedl císař Hadrián; do té doby se ručilo bez omezení
- beneficium excussionis chránilo ručitele, věřitel musel svůj dluh vymáhat nejdříve po dlužníkovi
- beneficium competentiae zapříčinilo, že dlužník mohl být odsouzen jen do výše svého majetku

## Beneficium ve středověku
Beneficium je také označení pro soubor úřadů, důchodů a jiných výhod, které uděloval zeměpán svým věrným. Beneficia lze rozdělit na dvorská a hradská. Mezi dvorská beneficia patří např. komorník, maršálek či číšník. Mezi hradská pak kastelán. Beneficia nebyla dědičná.
Podobně se pojem beneficium užívá také pro církevní obročí, důchod, spojený s určitým úřadem.